# Mbinda (district)
Pour les articles homonymes, voir Mbinda.
 (novembre 2018).
Si vous disposez d'ouvrages ou d'articles de référence ou si vous connaissez des sites web de qualité traitant du thème abordé ici, merci de compléter l'article en donnant les références utiles à sa vérifiabilité et en les liant à la section « Notes et références ».
Mbinda est l'un des districts du département enclavé de Niari (Dolisie), au sud-ouest de la République du Congo, près de la frontière avec le Gabon.
Le district, dont le chef-lieu est la ville de Mbinda, est producteur de manganèse, transporté par l'un des plus longs câbles téléphériques du monde de 1962 à 1991, puis par le train Transgabonais.